# Dro Kenji
Dro Kenji, geboren als Daniel Jerome Jenrette (Summerville (South Carolina), 11 januari 2002) is een Amerikaanse rapper, zanger en songwriter die bekend staat om zijn emotioneel geladen teksten. Sinds zijn doorbraak in de vroege jaren 2020 heeft hij zich onderscheiden binnen de nieuwe generatie SoundCloud-rappers, met een sound die invloeden van trap, rage, en hiphop combineert. Zijn muziek wordt gekenmerkt door autotune-rijke zang, dromerige beats en thema’s zoals zelfreflectie, succes en relaties. Hij staat momenteel onder contract bij muziekproducent Nick Mira's label MiraTouch, evenals bij Internet Money Records en 10K Projects.

## Vroege Leven en Carrière
Dro Kenji groeide op in de Verenigde Staten en begon zijn muzikale reis op SoundCloud, waar hij langzaam een aanhang opbouwde. Zijn eerste releases trokken de aandacht van Internet Money,  een muzieklabel dat bekendstaat om samenwerkingen met opkomende artiesten. Onder hun begeleiding wist Kenji zijn geluid verder te verfijnen en zijn muziek op grotere schaal te verspreiden.

## Doorbraak en Eerste Releases (2020-2021)
Dro Kenji brak door in 2020, toen hij werd ontdekt door Internet Money Records. Zijn eerste projecten, waaronder "Tears and Pistols" (2020) en "Race Me to Hell" (2021). Zijn muziek kreeg al snel tractie op streamingplatforms zoals Spotify en Apple Music, mede dankzij sterke producties van Taz Taylor en Nick Mira, bekend van hun werk met artiesten als Juice WRLD en The Kid Laroi.

## Discografie
Studioalbums
2020 — Tears and Pistols
2020 — Race Me to Hell
2021 — Eat Your Heart Out
2021 — Fck Your Feelings*
2022 — With or Without You
2022 — Anywhere but Here
2023 — Wish You Were Here

Compilaties
2021 — Headliners: Dro Kenji

Ep's
2022 — Lost in Here